# Roeselia recurvata
Roeselia recurvata är en fjärilsart som beskrevs av Paul Dognin 1914. Roeselia recurvata ingår i släktet Roeselia och familjen trågspinnare. Inga underarter finns listade.